# César Azpilicueta
César Azpilicueta Tanco (Zizur Mayor, 28 de agosto de 1989) é um futebolista espanhol que atua como lateral-direito e zagueiro. Atualmente está sem clube.

## Clubes

### Osasuna
Revelado pelo Osasuna, jogou pelo time B a temporada 2006–07, tendo em 2007 sido chamado para a equipe principal. Ainda em 2007, conseguiu a titularidade, destacando-se nas três temporadas que defendeu o clube espanhol. 

### Olympique de Marseille
Em 2010, foi contratado pelo Olympique de Marseille por 7 milhões de euros.

### Chelsea
Depois de duas temporadas jogando pelo clube francês foi anunciado como reforço do Chelsea em 24 de agosto de 2012, assinando um contrato de 5 anos com o clube inglês que pagou 7 milhões de libras ao Marseille.
Disputou 48 partidas em sua temporada de estreia com os Blues, incluindo 8 jogos durante a campanha vitoriosa na UEFA Europa League 2012-13. Com a chegada do técnico José Mourinho, Azpilicueta se mostrou em ótima fase com a camisa dos Blues e acabou por ser escolhido o melhor jogador do Chelsea na temporada 2013-14. Foi campeão da Copa da Liga Inglesa e da Premier League na temporada 2014-15. Se destacou na final da Copa da Liga contra o Tottenham, dando uma assistência para o primeiro gol da partida e depois saiu ferido de campo devido uma colisão com Eric Dier. 
Fez seu primeiro gol na Premier League durante a temporada 15-16 e na temporada seguinte ganhou o título nacional pela segunda vez com o Chelsea e foi nomeado como o capitão do clube, devido a saída do ídolo John Terry. Pela fase de grupos da Liga dos Campeões da UEFA 2017-18, fez seu primeiro gol no torneio, em uma goleada sobre o Qarabăg por 6x0. Ao final da temporada ganhou o título da Copa da Inglaterra. 
Em 2018-19 sagrou-se campeão pela segunda vez da UEFA Europa League, desta vez como capitão da equipe.
Azpilicueta é tornou um dos jogadores mais identificados com o clube, ele tem 508 jogos com a camisa dos Blues na carreira. Onde conquistou seus títulos, incluindo uma Liga dos Campeões, um Mundial de Clubes, duas Premier Leagues e 2 Ligas Europa.

### Atlético de Madrid
Em 6 de julho de 2023, Azpilicueta foi anunciado como novo reforço do Atlético de Madrid com contrato até junho de 2024, o lateral assinou sem custos pelo clube.

## Seleção Espanhola
Debutou pela Seleção Espanhola principal em 6 de fevereiro de 2013 ante ao Uruguai. Participou dos Jogos Olímpicos de Londres, da Copa das Confederações de 2013 e foi convocado para disputar a Copa do Mundo FIFA de 2014 e a Copa do Mundo FIFA de 2018.

## Títulos
Chelsea
- Copa do Mundo de Clubes da FIFA: 2021
- Liga dos Campeões da UEFA: 2020–21
- Liga Europa da UEFA: 2012–13 e 2018–19
- Supercopa da UEFA: 2021
- Campeonato Inglês: 2014–15 e 2016–17
- Copa da Inglaterra: 2017–18
- Copa da Liga Inglesa: 2014–15

Olympique de Marseille
- Copa da Liga Francesa: 2010–11
- Supercopa da França: 2010 e 2011

Seleção Espanhola
- Campeonato Europeu Sub-21: 2011
- Campeonato Europeu Sub-19: 2007

### Prêmios individuais
- Jogador do Ano do Chelsea: 2013–14
- Equipe Ideal da Liga Europa da UEFA: 2018–19
- Equipe Ideal da Liga dos Campeões da UEFA: 2020–21
- Nomeado a Bola de Ouro: 2021